# Karl Schulz
Karl Schulz (ur. 9 września 1902 w Eberswalde, zm. 8 października 1984 w Mettmann) – zbrodniarz hitlerowski, szef gestapo w obozie koncentracyjnym Mauthausen-Gusen i SS-Hauptsturmführer.
Członek SS od 1 maja 1937 (nr identyfikacyjny 400037). Do 1939 pracował policji kryminalnej w Kolonii w stopniu sekretarza kryminalnego. W latach 1939–1945 kierował Wydziałem Politycznym (obozowe gestapo) w Mauthausen-Gusen. Odpowiedzialny za liczne zbrodnie i masowy terror stosowany w obozie, w tym egzekucje i akcje gazowania więźniów.
W nocy z 2 na 3 maja 1945 zbiegł z obozu, następnie posługiwał się fałszywym nazwiskiem. W 1966 został aresztowany przez władze zachodnioniemieckie i 30 października 1967 skazany przez Sąd w Kolonii za udział w zabójstwach dokonywanych na więźniach Mauthausen na karę 15 lat więzienia.